# John Edmund Bentley
Ne doit pas être confondu avec John Bentley (né en 1966).
Pour les articles homonymes, voir John Bentley et Bentley.
John Edmund Bentley (Calver, 1847 - Londres, 1913) est un joueur de rugby anglais. Il est l'un des premiers joueurs internationaux anglais de rugby, ayant participé comme three-quarters (trois-quarts) au tout premier match international de l'histoire opposant l'Angleterre à l'Écosse le 27 mars 1871.

## Biographie

### Jeunesse et famille
John Edmund Bentley naît en 1847 à Calver, un village du Derbyshire, dans le centre de l'Angleterre,. Il est le deuxième fils de l'industriel Alfred Crompton Bentley et de Charlotte Selina Wilson. Son père est le fils de John Bentley et de Martha Chetham, et le frère cadet du riche John Wansey Nathaniel Bentley. Au moment de la naissance de John, sa famille vient de déménager à Calver, où il dirige une entreprise de filature de coton à Calver Mills, près de Bakewell, avec Robert Philips Greg.
John Edmund Bentley fréquente la Merchant Taylors School à Northwood, qui était alors dans le Middlesex. Le rugby, qui apparaît au milieu des années 1840, n'en est alors qu'à ses débuts. Après avoir quitté l'école, il reste à Londres et rejoint la fonction publique. Quelque temps après la mort de son père en 1857, la famille déménage à Londres et en 1861, elle réside dans la paroisse londonienne de St Mary Abbots (en), sur Kensington High Street. John y réside avec sa mère, sa sœur aînée Charlotte, son frère aîné Alfred, et ses frères et sœurs plus jeunes, Eleanor, Walter et Arthur. La famille vit toujours à Kensington en 1871.

### Carrière en rugby

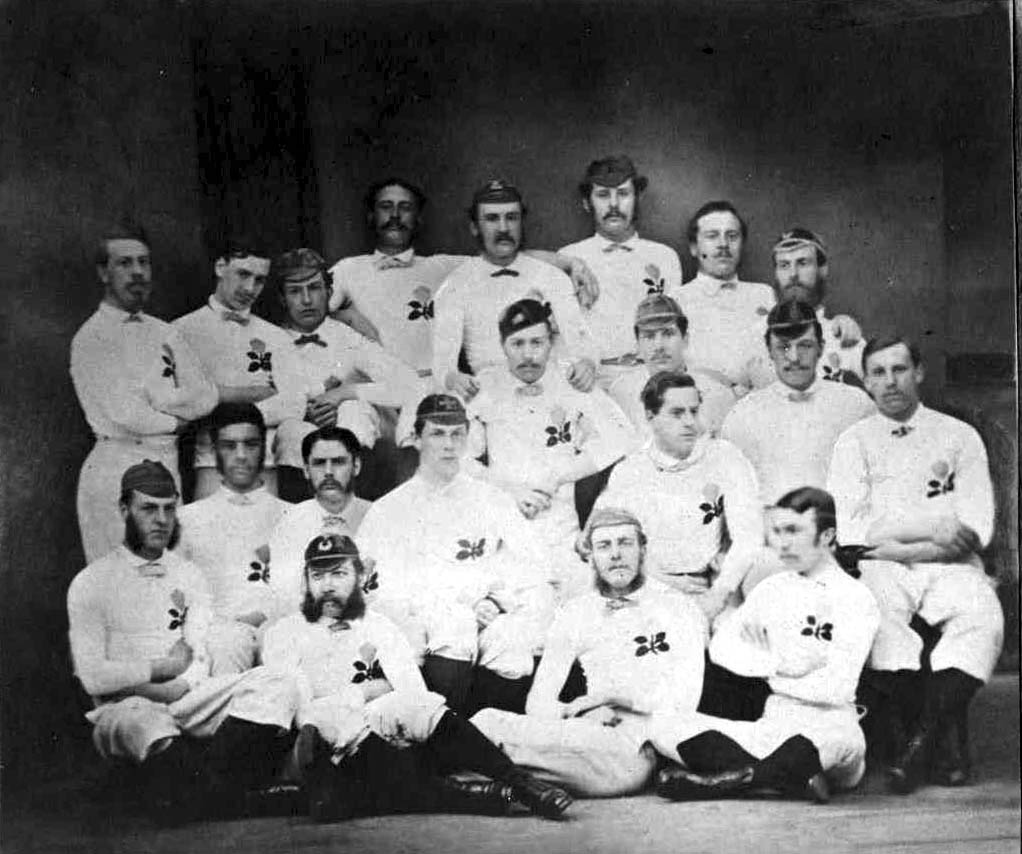
L'équipe d'Angleterre ayant disputé le premier match international de rugby de l'histoire, en 1871.

Bentley, qui a joué à l'école, ne joue pas pour l'équipe bien connue des anciens de l'école, Old Merchant Taylors' FC (en) parce que ses années d'activité sont antérieures à sa formation. Les anciens de l'école avaient joué un rôle déterminant dans la fondation des Wasps, mais il s'agissait d'un club ouvert basé au nord de Londres et Bentley était basé au sud de la Tamise. Il évolue comme half-back (demi) dans son club de prédilection : le célèbre Gipsies Football Club, basé à Peckham, qui allait ensuite devenir un membre fondateur de la Rugby Football Union en 1871,.
Ses performances pour les Gipsies lui valent d'être invité à représenter l'Angleterre lors du tout premier match international de rugby de l'histoire contre l'Écosse, ayant lieu le 27 mars 1871 à Raeburn Place, à Édimbourg. L'Écosse l'emporte 1 à 0 en inscrivant 2 essais et 1 transformation contre 1 essai non transformé pour l'Angleterre (seules les transformations rapportaient des points à l'époque),. Bentley joue aussi le match suivant, le 5 février 1872 à The Oval, à Londres (victoire 2 à 1).
Arthur Guillemard, du West Kent Football Club de Chislehurst, qui a également participé à ces deux premiers matches internationaux, a dit de Bentley qu'il était très rapide et que son poids et sa force l'aidaient beaucoup, « ce qui lui a permis, à une occasion à Chislehurst, de courir en portant deux de ses adversaires sur son dos comme s'ils étaient des poupées de chiffon ».
Bentley continue de suivre le rugby international jusqu'à ses dernières années. Sa nécrologie de 1914 dans le magazine de son ancienne école, The Taylorian, rappelle qu'« il est apparu au match Afrique du Sud - Angleterre l'année dernière portant à sa boutonnière la vieille rose anglaise qui figurait sur son maillot lors de ses matchs internationaux ».

### Vie privée et professionnelle
John Edmund Bentley épouse Margaret Richardson, fille aînée de George Clerihew, doctorat de médecine et inspecteur général des hôpitaux, le 23 avril 1874 à St Barnabas, Kensington,. Le couple, qui vit dans le quartier londonien de Hammersmith, a rapidement deux enfants, Edmund Clerihew Bentley (né le 1er juillet 1875) et Margaret Helen Elizabeth Bentley (née en 1877). En 1881, John travaille comme clerc au bureau général de la Cour suprême de justice. John et Margaret ont au moins deux autres enfants, Francis Bernard Bentley et Walter Basil Bentley, et en 1891, ils résidaient chez l'oncle de John, John Nathaniel Bentley.
En 1901, John exerce toujours la profession de commis, étant un commis de la fonction publique de 2e classe.
John Edmund Bentley meurt dans le quartier londonien de West Hampstead le 12 décembre 1913.
Le fils aîné de John, Edmund Clerihew Bentley (1875-1956), est devenu un célèbre écrivain et journaliste, et était également connu comme l'inventeur du « clerihew (en) », une forme de poésie.